# Lucanus bruanti
Lucanus bruanti is een keversoort uit de familie vliegende herten (Lucanidae). De wetenschappelijke naam van de soort is voor het eerst geldig gepubliceerd in 1973 door Lacroix & Bomans.